# Букіт-Сават
4°27′09″ пн. ш. 114°24′04″ сх. д. / 4.45250° пн. ш. 114.40111° сх. д.
Букіт-Сават — один з 8 мукімів (районів) округи (даера) Белайт, на заході Брунею.

## Райони
- Кампонг Сунгаі Мау
- Кампонг Бісут
- Кампонг Сунгаі Убар
- Кампонг Букіт Сават
- Кампонг Букіт Кандол
- Кампонг Букіт Серавонг
- Кампонг Убок-Убок
- Кампонг Лабі Лаканг
- Кампонг Кагу
- Кампонг Сінгап
- Кампонг Мерангкінг Улу
- Кампонг Мерангкінг Нілір
- Кампонг Лаонг Арут
- Кампонг Тарап
- Кампонг Банг Пукул
- Кампонг Банг Тайук
- Кампонг Пулу Апіл
- Кампонг Пенгкалан Сіонг
- Кампонг Пенгкалан Сунгаі Мау